# Vinicio Congiu
Vinicio Congiu (Cagliari, 10 agosto 1918 – Roma, 19 febbraio 1999) è stato un avvocato, giornalista e imprenditore italiano.
Lavorò per il Corriere Lombardo e fu premiato alla carriera con la medaglia d’oro Walter Tobagi per i 40 anni di giornalismo insieme a Eugenio Montale.
Fu vincitore del premio Premio Saint-Vincent per il giornalismo nel 1948 (I Edizione) "ancora oggi il premio più prestigioso della categoria".
Lavorò a stretto contatto con Edilio Rusconi (imprenditore e giornalista) ma fu soprattutto un grande innovatore televisivo poiché importò le prime serie televisive lunghe in Italia. Fece sbarcare, infatti, in Italia per la prima volta dall'America la serie televisiva più lunga del tempo (La Grande Vallata, 4 stagioni, 112 puntate) riscuotendo un gran successo trasmesso per lungo periodo sia dalle reti Rai alle reti Mediaset, dando inizio alle grandi serie o meglio conosciute telenovelas della televisione italiana.

## Biografia
Nasce a Cagliari da Antonio Congiu, direttore al Ministero delle telecomunicazioni e Angela Trudu Congiu. Trasferitasi a Roma la sua famiglia, frequenta il Liceo ginnasio Torquato Tasso e poi si laurea in giurisprudenza presso l'Università degli Studi di Roma "La Sapienza". Il 13 dicembre 1941 si sposa con Olga Lucia (con cui convive fino alla sua scomparsa nel 1987) nipote, da parte di nonna paterna, della marchesa siciliana della casata Vernaci e di un magistrato nel regno delle due Sicilie (che alla caduta del regno si trasferì presso il tribunale ecclesiastico a Roma).
Nell'agosto del 1943 prende servizio come redattore in lingua italiana e inglese presso Radio Roma (reparto Nord America) alle dipendenze di Salvatore Aponte per il notiziario della notte con le ultime notizie in inglese da coordinare, unire in maniera breve ed efficace. Sia prima che dopo la guerra scrive per Il Piccolo, editoriale nel 1938 del Giornale d'Italia. Nel 1944, al ritorno dalla guerra, nasce il primo dei tre figli a Roma. In seguito si trasferiscono a Milano (dove avranno gli altri 2 figli) fino al 1950 dove torneranno a vivere a Roma fino alla fine della loro vita.
Nel 1950 l’avvocato Vinicio Congiu era di ufficio in Via Barberini n.68 presso Rizzoli (Roma) e lavorava per il Corriere Lombardo. Da una lettera ritrovata e inviata al direttore amministrativo dell'epoca (Aimetti) si evince che non trascurasse mai gli interessi del giornale: sostituiva durante il mese di agosto i colleghi in ferie, manteneva i rapporti tra il Corriere Lombardo con le società pubblicitarie, organizzava i servizi fotografici e seguiva le inchieste all'estero.
A gennaio 1951 viene messo a contratto anche dalla rivista «Scienza e Vita - rivista mensile delle Scienze e della loro applicazione alla vita moderna» (redazione italiana della rivista francese “Science et vie”) edita da Edizioni Mondiali Scientifiche (con sede direzionale redazionale in piazza Madama a Roma, direttore Raffaele Contu e amministratore Giorgio de Fonseca).
Il 1-2 dicembre 1952 uscì un articolo a sua firma in prima pagina del quotidiano «Corriere Lombardo» dove racconta come inviato speciale il funerale di Elena di Savoia a Montpellier.
In seguito a queste esperienze fondò a Milano nel decennio degli anni 50 finalmente la propria agenzia giornalistica la News Blitz International (NBI). Questa si occupava di copyright, fotoreportage, vendita pubblicitaria e servizi giornalistici internazionali. Tra i servizi giornalistici e fotoreportage si devono a questa agenzia le principali foto in esclusiva della Rivoluzione ungherese del 1956 (quando i carri armati russi entrarono a Budapest) le prime fotografie a seno nudo di Brigitte Bardot a Saint-Tropez (nella sua villa La Mandrague), il matrimonio reale di Grace Kelly con il principe Ranieri III di Monaco nel 1956 e le foto in esclusiva di Gina Lollobrigida. Fu grazie a lui che si ebbero le prime apparizioni in Italia di diversi fumetti come Andy Capp di Reg Smythe (Reginald Smythe), James Bond e Jeff Hawke. Nella NBI fece i suoi primi passi anche Grazia Neri che in seguito aprì l'omonima agenzia fotografica. Valido coadiutore fu il giornalista Gianni Piccione.
Fu socio di impresa e amico di Jacopo Rizza durante i periodi di attività televisiva fondando insieme la società Editoriale Aurora a Roma (sede Viale delle belle arti) di cui si ricordano le 2 serie da 6 puntate l'una di "Il triangolo rosso" prodotta dalla Rai nel 1967 (Rai2) che andò avanti fino al 1969 (Rai 1). Una curiosità: “Per la prima volta nella storia della nostra Televisione un ufficiale e due sottufficiali del Corpo delle guardie di ps saranno i personaggi di una serie di sei telefilm che avranno per sfondo la più suggestiva delle ribalte: la strada”.
Inoltre altro inedito in esclusiva per la Rai in prima serata (6 puntate da 1 ora) che ebbe molto successo, fu il varietà, considerato giallo-comico "Se te lo raccontassi" (1968) con Alberto Lionello, Lina Volonghi, Andrea Checchi diretto da Bruno Corbucci.
Nel 1979, Vinicio Congiu insieme alla famiglia si trasferisce a Via Gregorio VII e li in quegli anni riceverà la Medaglia d’Oro al Circolo della Stampa (presidente Roberto Renzi) come giornalista professionista per i 40 anni di iscrizione all'Associazione «Lombarda dei Giornalisti» tra i premiati insieme a lui Eugenio Montale e altri grandi giornalisti e pubblicisti dell’epoca.
L’articolo di tale premio è riportato dettagliatamente su il «Giornalismo - organo ufficiale dell’associazione Lombarda Giornalisti e del Circolo della Stampa di Milano» (fondato nel 1953 da Ferruccio Lanfranchi) sede a Milano (Viale Monte Santo). Il premio è chiamato anche «premio Walter Tobagi»